# Puig de na Fàtima
El Puig de Fàtima o Puig de na Fàtima és una muntanya de Mallorca, que té una altura de 650 m. Pertany al municipi de Valldemossa. Té unes amples vistes sobre la badia de Palma.

## Principals accessos
- Des de la carretera que va de Palma a Valldemossa (Ma-1110), agafant el camí que duu a la possessió de Pastoritx.
- Des de la carretera que va de Palma a Sóller (Ma-11), agafant el camí que duu a la possessió de Raixa.